# Ada de Hudson
Espèce
Statut de conservation UICN

 LC  : Préoccupation mineure
L'Ada de Hudson (Knipolegus hudsoni) est une espèce de passereau de la famille des Tyrannidae, devant son nom à l'ornithologue William Henry Hudson.

## Répartition
Cet oiseau habite en Argentine, en Bolivie, au Brésil, au Paraguay et au Pérou.

## Habitat
Son habitat naturel est les zones de broussailles sèches tropicales ou subtropicales.